# 干川村
干川乡，是中华人民共和国重庆市秀山土家族苗族自治县下辖的一个乡镇级行政单位。

## 行政区划
干川乡下辖以下地区：
干川村、河口村、水源村和杉木村。